# Priapulus
Priapulus is een geslacht in de taxonomische indeling van de peniswormen (Priapulida). Het geslacht werd in 1816 voor het eerst wetenschappelijk beschreven door Jean-Baptiste de Lamarck.

## Onderliggende soort
- Priapulus abyssorum
- Priapulus caudatus = Cactusworm
- Priapulus tuberculatospinosus